# Seetor City Campus

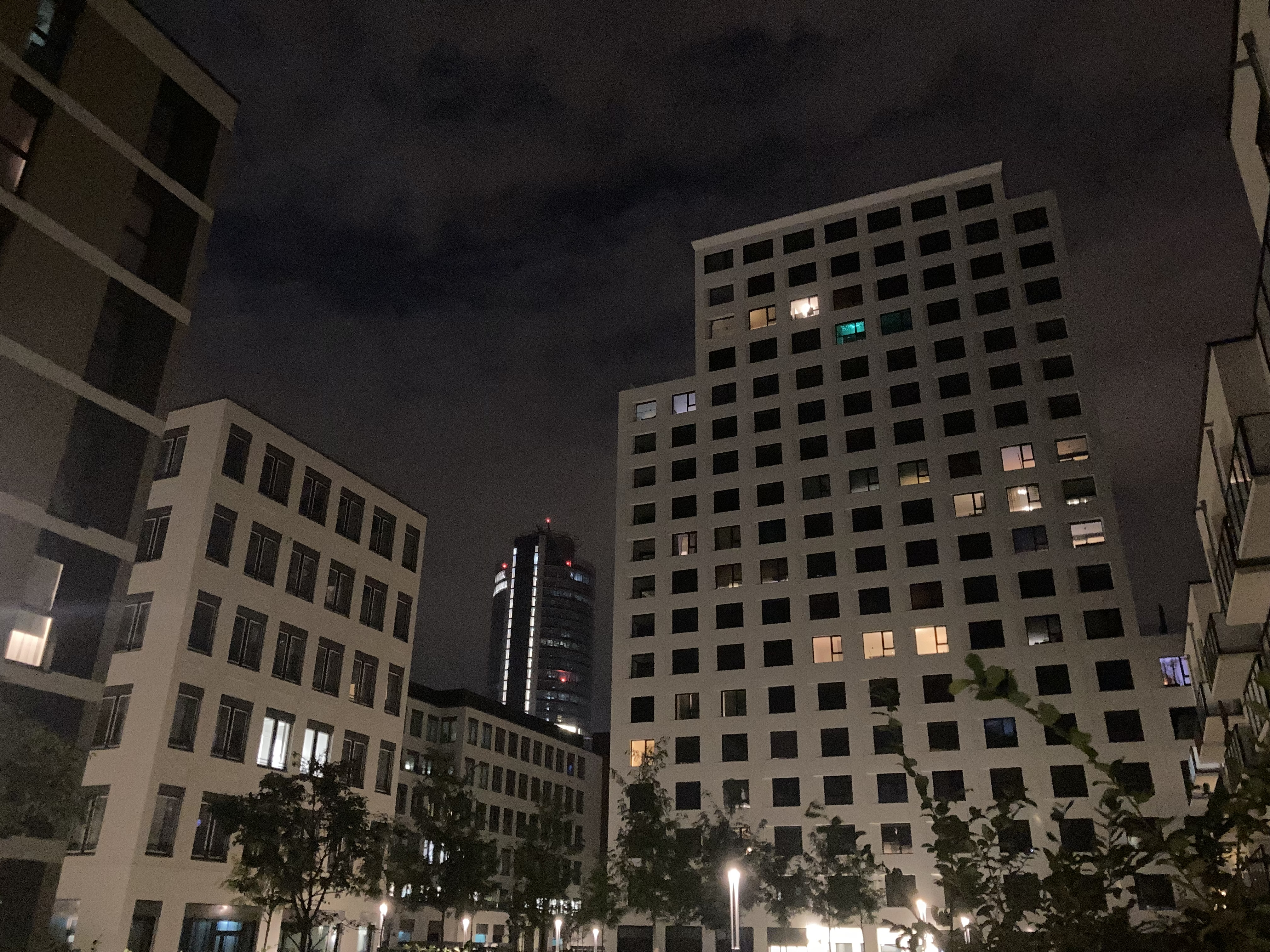
Seetoor City Campus

Der Seetor City Campus ist städtebauliches Großprojekt mit gemischter Nutzung (Wohn-, Büro- und Gewerbeflächen) zwischen Ostendstraße und Gustav-Heinemann-Straße im Stadtteil Mögeldorf in Nürnberg. Im Zentrum der Anlage befindet sich ein 60 Meter hohes Wohnhochhaus, das auf Rang acht der Hochhäuser in Nürnberg steht.

## Planung und Umfang
Auf einer Fläche von 18.375 Quadratmeter entstehen bis zum Jahr 2023 gegenüber dem Business Tower in Nürnberg umfangreiche Wohn- und Gewerbeflächen. Auch ein Hotel wird sich auf der Fläche finden. Insgesamt sollen 300 neue Wohnungen gebaut werden, rund 120 davon in einem 60 Meter hohen Wohnturm im Zentrum der neuen Anlage. Das Wohnhochhaus wird zu den höchsten in Nürnberg gehören.
Das gemischte Baugebiet aus Wohn-, Gewerbe und Büreinheiten ist durchbrochen von öffentlichen Grünflächen mit Spiel-, Ruhe- und Begegnungszonen auf insgesamt 7400 Quadratmetern. Die Gesamtkosten für den Seetor City Campus werden auf rund 190 Millionen Euro geschätzt.
Der Campus ist ein Gemeinschaftsprojekt von Instone Real Estate, GBI Wohnungsbau und Sontowski & Partner.